# Catch You
Catch You – utwór muzyczny brytyjskiej piosenkarki Sophie Ellis-Bextor, wydany w 2007 roku jako pierwszy singel z jej płyty Trip the Light Fantastic.

## Lista ścieżek
- Digital download[1]

1. „Catch You” – 3:18
2. „Down with Love” – 3:55
3. „Catch You” (Moto Blanco Radio Mix) – 3:29
4. „Catch You” (Riff and Rays Radio Edit) – 3:35

- Singel 12-calowy[2]

A1. „Catch You” (Moto Blanco Club Mix) – 8:29
A2. „Catch You” (Moto Blanco Dub) – 6:49
B1. „Catch You” (Digital Dog Remix) – 6:34
B2. „Catch You” (Riff and Rays Mix) – 8:19

## Notowania
| Kraj                               | Najwyższa pozycja |
| ---------------------------------- | ----------------- |
| Australia (ARIA Charts)            | 44                |
| Holandia (MegaCharts)              | 84                |
| Irlandia (IRMA)                    | 29                |
| Szwajcaria                         | 92                |
| Wielka Brytania (UK Singles Chart) | 8                 |
| Włochy                             | 14                |